# Poissonov omjer
Poissonov omjer ili Poissonov koeficijent (oznaka: υ) se određuje kao omjer poprečnog smanjenja i uzdužnog produljenja nekog materijala prilikom vlačnog ispitivanja na kidalici. Bio bi jednak 0,5 ako se obujam tijela prilikom rastezanja ne bi promijenio. Dobio je naziv prema Siméonu Poissonu (1781. – 1840.), francuskom fizičaru i matematičaru. Ako se materijal tlači u smjeru jedne osi, onda se on širi u smjeru druge dvije osi.
Većina materijala ima Poissonov omjer u području od 0 do 0,5. Čelik i tvrdi polimeri imaju Poissonov omjer oko 0,3. Guma ima gotovo vrijednost 0,5, dok za pluto iznosi 0. Za Poissonov omjer vrijedi:
{\displaystyle \nu =-{\frac {d\varepsilon _{\mathrm {trans} }}{d\varepsilon _{\mathrm {axial} }}}=-{\frac {d\varepsilon _{\mathrm {y} }}{d\varepsilon _{\mathrm {x} }}}=-{\frac {d\varepsilon _{\mathrm {z} }}{d\varepsilon _{\mathrm {x} }}}}
gdje je:
{\displaystyle \nu } - Poissonov omjer,
{\displaystyle \varepsilon _{\mathrm {trans} }} - poprečno (transverzalno) suženje ili skupljanje
{\displaystyle \varepsilon _{\mathrm {axial} }} - uzdužno (aksijalno) produljenje .

## Uzrok Poissonovog djelovanja
Na molekularnom nivou, Poissonovo djelovanje nastaje zbog malog pomicanja između molekula i istezanja molekularnih veza unutar kristala materijala, te prilagodbe naprezanju. Kada se kemijska veza istezne u smjeru sile koja ju razvlači, onda se okomito na smjer djelovanja sile kemijske veze skraćuju. To se događa na mnogobrojnim mjestima unutar kristala i tako nastaje ta pojava.

## Poissonov omjer za različite materijale
| Materijal        | Poissonov omjer |
| ---------------- | --------------- |
| guma             | ~ 0,50          |
| zlato            | 0,42            |
| zasićena glina   | 0,40–0,50       |
| magnezij         | 0,35            |
| titanij          | 0,34            |
| bakar            | 0,33            |
| legure aluminija | 0,33            |
| glina            | 0,30–0,45       |
| nehrđajući čelik | 0,30–0,31       |
| čelik            | 0,27–0,30       |
| lijevano željezo | 0,21–0,26       |
| pijesak          | 0,20–0,45       |
| beton            | 0,20            |
| staklo           | 0,18–0,3        |
| pjena            | 0,10–0,40       |
| pluto            | ~ 0,00          |
| auksetik         | negativan       |

## Primjena
Poissonov omjer ima najveći utjecaj na protok fluida pod velikim tlakom. Kada je fluid unutar cijevi pod velikim tlakom, cijev se širi. Zbog Poissonovog djelovanja dogodit će se da će promjer cijevi povećati, a po duljini cijevi će se primjetno skratiti, što može utjecati na spoj cijevi, te naprezanja u spoju mogu dovesti do oštećenja ili deformacije, a ponekad i do loma materijala.
Pluto se upotrebljava kao čep za boce upravo iz razloga što mu je Poissonov omjer jednak 0. Dio pluta koji je već u grlu boce, neće vršiti naprezanje na dio pluta koji je izvan grla boce, pa se lagano može dalje pluto utisnuti, jer treba savladati samo silu trenja. Kada bi čep bio od gume, dio koji je unutar grla boce bi stvorio veliku silu, pa bi utiskivanje takvog čepa bilo izuzetno teško.